# Peter Diederich Johannsen
Peter Diederich Johannsen (* 9. Juni 1801 in Husum; † 5. April 1886 in Hamburg) war ein deutscher Politiker.

## Leben
Johannsen war als Tischlermeister von 1848 bis 1864 Ältermann des Tischleramts in Hamburg. Zudem war er 1856 Mitglied des Ämtergerichts und von 1868 bis 1873 Mitglied des interimistischen Gewerbeausschusses.
Von 1859 bis 1865 und 1870 bis 1873 gehörte Johannsen der Hamburgischen Bürgerschaft als Abgeordneter an.